# La Unión de Campos
La Unión de Campos es un municipio y villa española de la provincia de Valladolid, en la comunidad autónoma de Castilla y León. El término municipal tiene una población de 202 habitantes (INE 2024) y forma parte de la ZEPA Penillanuras-Campos Norte.

## Historia

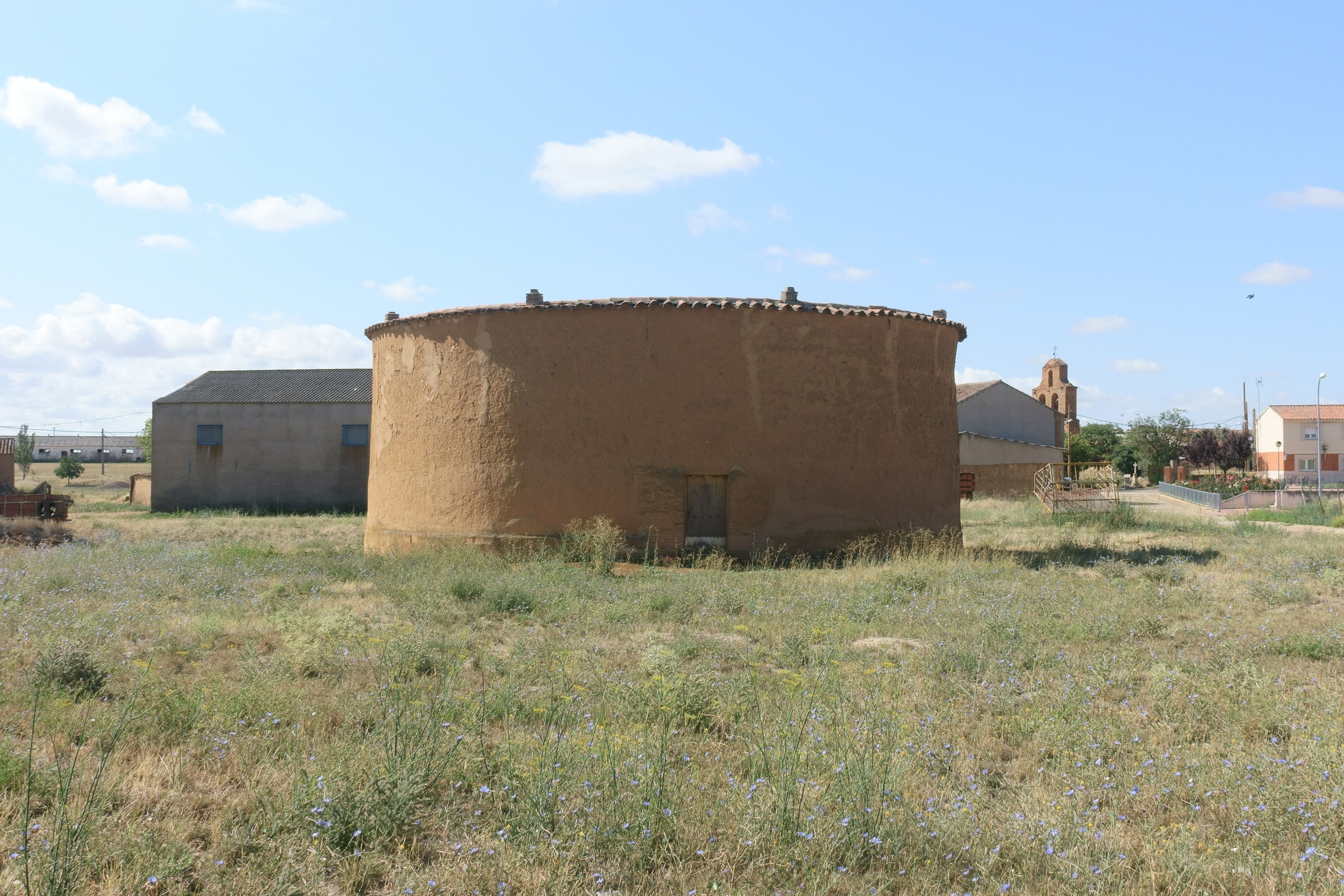
Palomar

Según el diccionario de Madoz, la villa de La Unión se formó a partir de las de Villagra y Villar de Roncesvalles «para evitar los disturbios y conflictos que ocurrían frecuentemente por motivos de jurisd. entre ambos pueblos, divididos por solo un pequeño arroyo». Por Real Decreto de 27 de junio de 1916 se cambió el nombre a La Unión de Campos. En los censos nacionales, aparece como Villar de Roncesvalles desde el de 1842 hasta el de 1860, como La Unión desde 1877 a 1910 y como La Unión de Campos a partir de 1920.

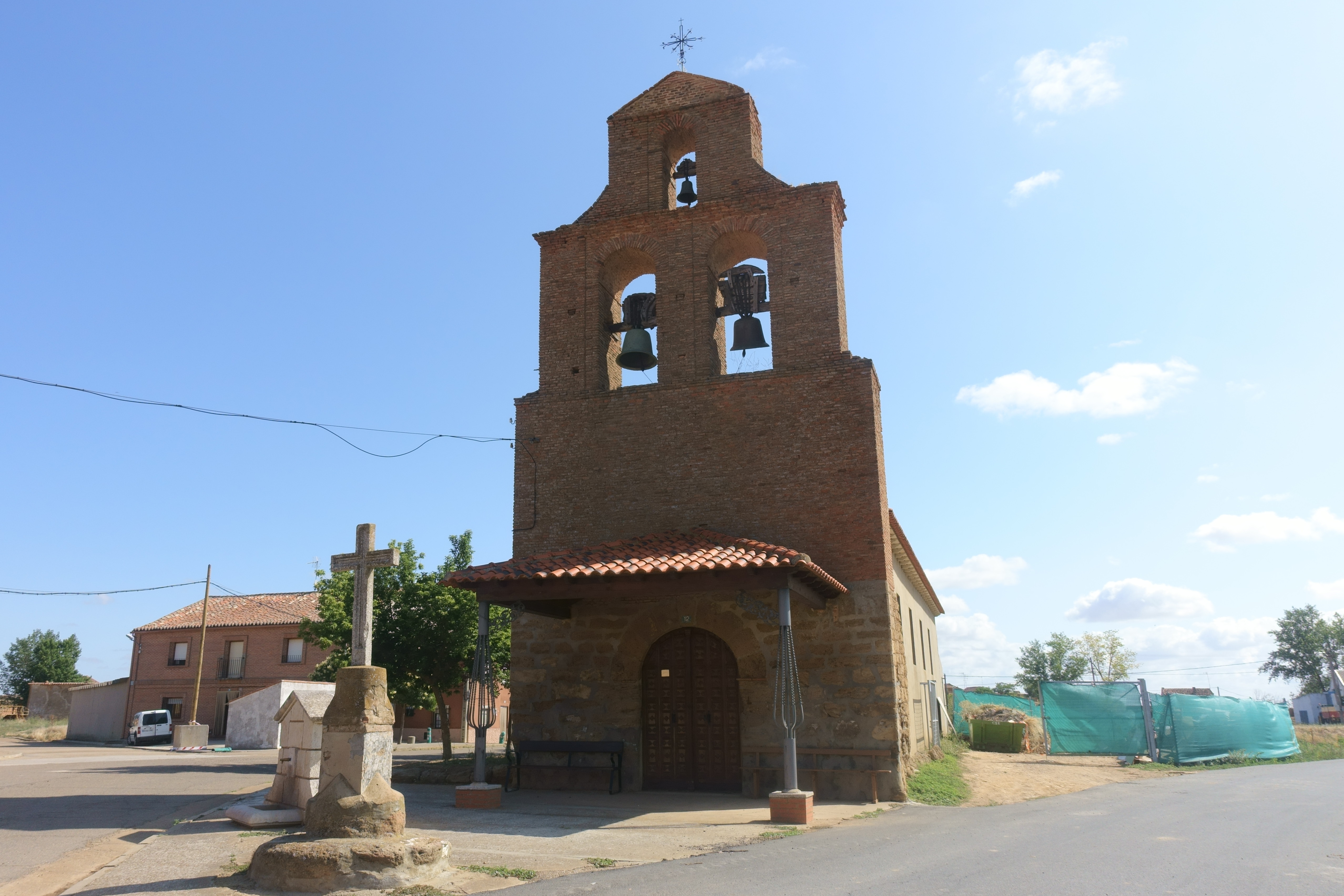
Ermita del Cristo

La parte conocida como Roncesvalles data del siglo XIII, ya que en Roncesvalles (Navarra) existía una orden encargada de proteger a los peregrinos que hacían el Camino de Santiago.
Alfonso IX de León les permitió asentarse en una zona de Villagrá conocida como el Villar y en junio de 1215 se funda en el Villar el pueblo de Villar de Roncesavalles, estableciendo los miembros de la Orden de Roncesvalles un monasterio que perduró hasta el siglo XVII.
La Orden de Roncesvalles abandonó el monasterio en el siglo XVII, pero en el siglo XIV el pueblo contó con cuatro iglesias que eran administradas económicamente por los frailes de Roncesvalles. Fue la etapa de esplendor de La Unión de Campos.

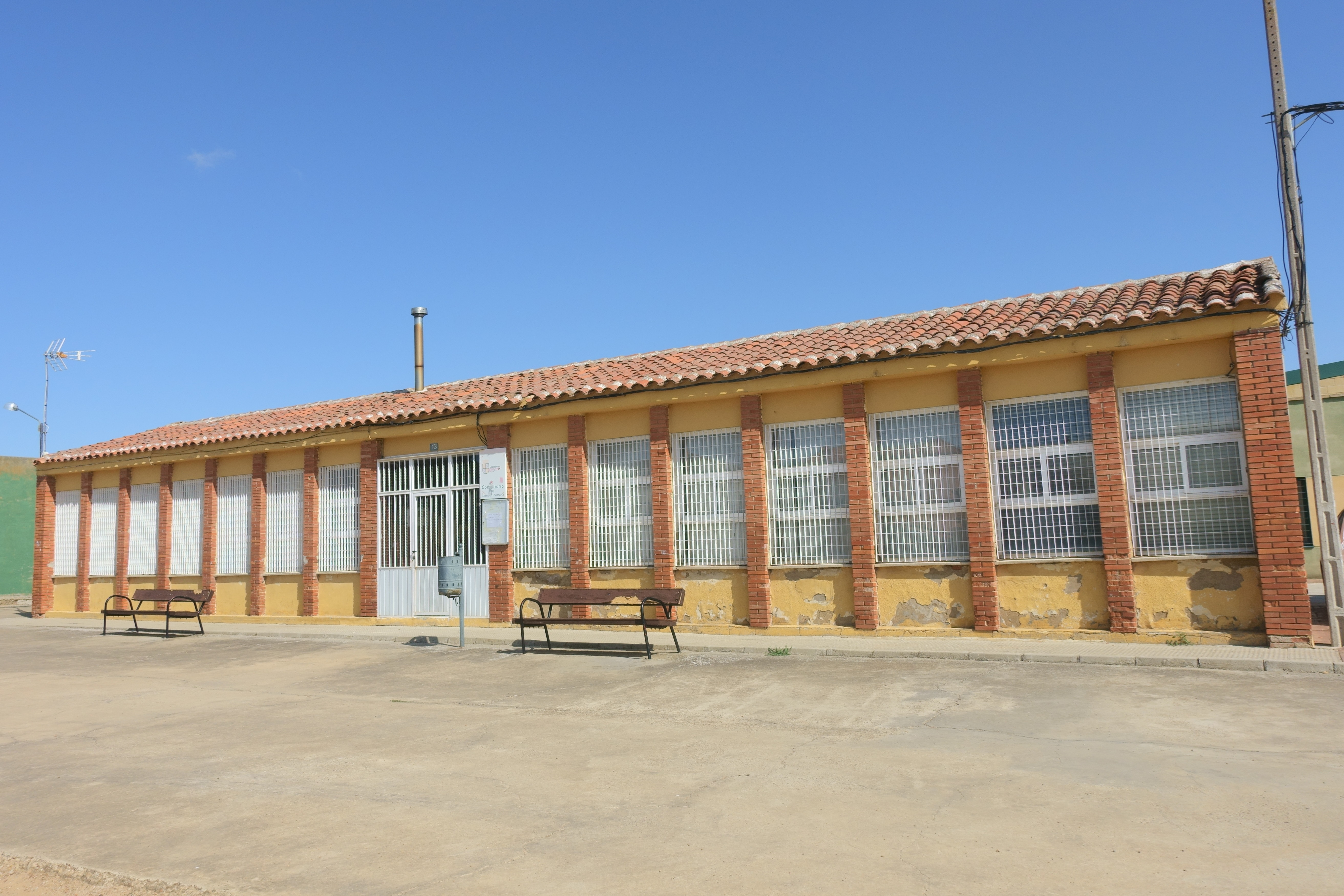
Colegio Nuestra Señora del Socorro

Hasta la reforma de la nomenclatura municipal de 1916 el municipio se llamaba simplemente La Unión. En dicha fecha su nombre fue modificado por el de La Unión de Campos.

### Segunda República
Con el establecimiento de la segunda República española, tres elecciones generales llegaron a celebrarse en territorio nacional en los meses de junio de 1931, diciembre de 1933 y febrero de 1936.

#### Elecciones generales de febrero de 1936
El resultado electoral de 1936 en el municipio fue similar al regional y provincial, produciéndose una victoria conservadora. En el caso de la provincia, se elegían seis diputados a Cortes, cuatro por la mayoría y dos por la minoría. Los grandes bloques que se conformaron en la circunscripción vallisoletana fueron el de 'Derechas' (compuesto por la CEDA y Renovación Española) y el del Frente Popular (compuesto por PSOE, Izquierda Republicana y Unión Republicana). Fuera de ambas coaliciones destacan los radicales y los agrarios, que en otras circunscripciones presentaron candidatura conjunta con la CEDA, caso de Segovia y Zamora, respectivamente. En Valladolid, en cambio, acudieron a las urnas por separado, lo que perjudicó gravemente a los agraristas, que perdieron sus dos escaños obtenidos en 1933. Así mismo, los máximos exponentes del falangismo se presentaron sin éxito en la provincia, Primo de Rivera y Onésimo Redondo, este último fundador de la Falange en Valladolid. En el ámbito de La Unión de Campos, la derecha logró rozar el 63%, muy por encima del resultado nacional (46%) y provincial (43,5%). El Frente Popular, por su parte, fracasó en el municipio al conseguir apenas un 30% de los apoyos frente a un 48% a nivel estatal. Sin embargo, la izquierda en La Unión de Campos sí superó el resultado provincial, fijado en un 29,9%. El Partido Republicano Radical no alcanzó ni siquiera el 3% a nivel local, cuando en la provincia dicha formación rozó el 17%. Un escenario similar se observa con el 3,44% del Partido Agrario, si bien en la provincia los apoyos de Llorente llegaron al 6,28%. La Falange, en cambio, superó la media nacional, pese a su discreto resultado, aunque a nivel provincial los primo-riveristas lograron rozar el 3,5%.
| Elecciones generales del 16 de febrero de 1936 | Candidaturas                     | Candidaturas                               | Candidaturas                      | Candidaturas                        | Candidaturas                       | Candidaturas            | Candidaturas                        | Candidaturas         | Candidaturas                          | Candidaturas                 | Candidaturas                   | Candidaturas                   |
| Elecciones generales del 16 de febrero de 1936 | Amando Valentín Aguilar (electo) | Luciano de la Calzada Rodríguez (reelecto) | Germán Adánez Horcajuelo (electo) | Juan Antonio Gamazo Abarca (electo) | Federico Landrove López (reelecto) | Eusebio González Suárez | Isidoro Vergara Castrillón (electo) | Álvaro Díaz Quiñones | Joaquín María Álvarez Martín Taladriz | Juan Antonio Llorente García | José Antonio Primo de Rivera   | Onésimo Redondo Ortega         |
| Elecciones generales del 16 de febrero de 1936 |                                  |                                            |                                   |                                     |                                    |                         |                                     |                      |                                       |                              |                                |                                |
| Elecciones generales del 16 de febrero de 1936 | CEDA                             | CEDA                                       | CEDA                              | Renovación Española                 | PSOE                               | PSOE                    | Izquierda Republicana               | Unión Republicana    | Partido Agrario Español               | Partido Republicano Radical  | Falange Española y de las JONS | Falange Española y de las JONS |
| Elecciones generales del 16 de febrero de 1936 |                                  |                                            |                                   |                                     |                                    |                         |                                     |                      | Partido Agrario Español               | Partido Republicano Radical  | Falange Española y de las JONS | Falange Española y de las JONS |
| Elecciones generales del 16 de febrero de 1936 | Coalición de 'derechas'          | Coalición de 'derechas'                    | Coalición de 'derechas'           | Coalición de 'derechas'             | Frente Popular                     | Frente Popular          | Frente Popular                      | Frente Popular       | Partido Agrario Español               | Partido Republicano Radical  | Falange Española y de las JONS | Falange Española y de las JONS |
| Elecciones generales del 16 de febrero de 1936 |                                  |                                            |                                   |                                     |                                    |                         |                                     |                      | Partido Agrario Español               | Partido Republicano Radical  | Falange Española y de las JONS | Falange Española y de las JONS |
| Por candidato | 248                              | 246                                        | 222                               | 198                                 | 113                                | 104                     | 111                                 | 111                  | 50                                    | 39                           | 4                              | 6                              |
| Por agrupación | 914                              | 914                                        | 914                               | 914                                 | 439                                | 439                     | 439                                 | 439                  | 50                                    | 39                           | 10                             | 10                             |
| Porcentaje local | 62,95%                           | 62,95%                                     | 62,95%                            | 62,95%                              | 30,23%                             | 30,23%                  | 30,23%                              | 30,23%               | 3,44%                                 | 2,68%                        | 0,68%                          | 0,68%                          |
| Datos obtenidos del Boletín Oficial de la provincia de Valladolid, disponibles en la Biblioteca Virtual de Prensa Histórica, en su edición del 20 de febrero de 1936. |                                  |                                            |                                   |                                     |                                    |                         |                                     |                      |                                       |                              |                                |                                |

#### Elecciones municipales de 1936
El domingo 22 de marzo de 1936 el gobernador civil de la provincia, Mariano Campos Torregosa, comunicó en «cumplimiento de lo establecido en el (...) Decreto presidencial» la convocatoria de elecciones municipales «para el día 12 de abril del presente año». La Unión de Campos se encontraba en la clasificación de «municipios de 1.001 a 2.500» habitantes, por lo que se debían elegir «siete Concejales, cinco por mayorías y dos por minorías». El 22 de marzo comenzó con la exposición, hasta el día posterior de las elecciones, de los censos electorales y de los certificados de votantes recientemente fallecidos o inválidos para sufragio en las puertas de los centros electorales (uno solo en el caso del municipio). Una semana más tarde, el domingo 29 de marzo, las Juntas locales de censo designaron miembros de mesa, y siete días después, el 5 de abril, aquellas mismas proclamaron los candidatos presentados. El jueves 9 de abril se constituyeron las mesas electorales. Tras la elección, el 16 de abril los resultados fueron escrutados por las Juntas locales de censo, y el 18 de mayo se constituyeron los nuevos consistorios.

#### Elecciones presidenciales de 1936
Durante la segunda República española solo se celebró una elección presidencial completa, es decir, aquella que conllevaba una elección de compromisarios, quienes en reunión con el mismo número de diputados de las Cortes del momento, elegían al presidente de la República. El sistema electoral era por tanto indirecto, y el método se fijaba en los artículos 68 y 121 de la Constitución. 
El proceso de relevo presidencial comenzó a gestarse el 3 de abril, con la destitución del primer presidente de la República, el centro-derechista cordobés Niceto Alcalá Zamora, por considerar la izquierda parlamentaria que se había extralimitado en sus funciones al convocar elecciones parlamentarias anticipadas. El día 7 del mismo mes Alcalá-Zamora fue destituido con el apoyo del Frente Popular, PNV y federales. El día 9 se convocaron elecciones, que finalmente se celebraron dos meses antes de lo previsto, el 26 de abril. Dos días antes de los comicios se anunció en el Boletín Oficial de la provincia el nombre de las personas que entregarían en cada mesa talones firmados que permitirían la corroboración de firmas en la elección de compromisarios. Dicha tarea recayó, en el caso de La Unión de Campos, en Benildo Rubio y Feliciano Rodríguez. El control de las mesas electorales del municipio estuvo en las manos de Justino Paniagua (presidente), Juan Blanco (suplente), Tomás de Lamo y Mario Arellano (ambos adjuntos). 
| Grupo político | Grupo político                    | Nombre del candidato a compromisario en la provincia | Encargado en La Unión de Campos |
| --- | --------------------------------- | ---------------------------------------------------- | ------------------------------- |
| | Partido Socialista Obrero Español | Eusebio González Suárez                              | Benildo Rubio Villarroel        |
| Gabino Príncipe Remolar | Partido Socialista Obrero Español |                                                      | Benildo Rubio Villarroel        |
| | Izquierda Republicana             | Celestino Velasco Salinero                           | Feliciano Rodríguez Martínez    |
| Datos obtenidos del Boletín Oficial de la provincia de Valladolid, disponibles en la Biblioteca Virtual de Prensa Histórica, en su edición del 24 de abril de 1936. |                                   |                                                      |                                 |

El 30 de abril se comunicaron los resultados de los compromisarios electos en la provincia en el Boletín Oficial de la provincia de Valladolid.
| Grupo político | Grupo político                    | Nombre del candidato a compromisario en la provincia | Votos en el municipio |
| --- | --------------------------------- | ---------------------------------------------------- | --------------------- |
| | Izquierda Republicana             | Celestino Velasco Salinero                           | 112                   |
| | Partido Socialista Obrero Español | Eusebio González Suárez                              | 112                   |
| Gabino Príncipe Remolar | Partido Socialista Obrero Español | 111                                                  |                       |
| | Unión Republicana                 | Aurelio Cuadrado Gutiérrez                           | 111                   |
| | Partido Republicano Conservador   | Vicente Guilarte González                            | 52                    |
| Enrique Asensio Pinilla | Partido Republicano Conservador   | 49                                                   |                       |
| Manuel Ferrandis Torres | Partido Republicano Conservador   | 49                                                   |                       |
| Rafael Gay Hernández | Partido Republicano Conservador   | 49                                                   |                       |
| Félix López | Partido Republicano Conservador   | -                                                    |                       |
| José Menéndez | Partido Republicano Conservador   | -                                                    |                       |
| | Independiente                     | Narciso García                                       | -                     |
| | Independiente                     | Arturo Ramos                                         | -                     |
| | Falange Española de las JONS      | Onésimo Redondo                                      | -                     |
| | Independiente                     | Mariano Creciet                                      | -                     |
| | Independiente                     | Francisco Carrascal                                  | -                     |
| | Independiente                     | Gerardo Perdiguero                                   | -                     |
| Datos obtenidos del Boletín Oficial de la provincia de Valladolid, disponibles en la Biblioteca Virtual de Prensa Histórica, en su edición del 30 de abril de 1936, y de La Vanguardia. |                                   |                                                      |                       |

Dictadura franquista

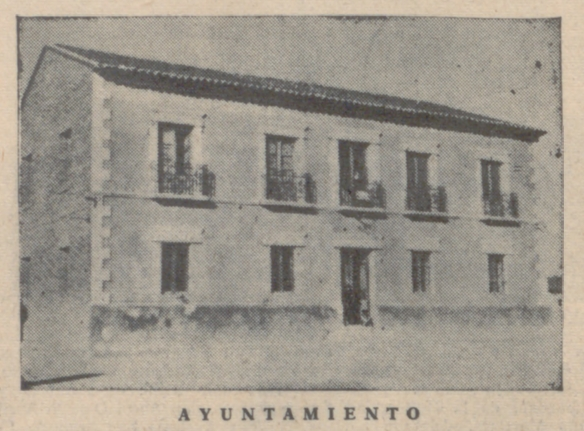
Fachada del ayuntamiento en 1966.

Tras la Guerra Civil (1936-1939), se estableció una dictadura dirigida por el general Francisco Franco (1939-1975). Tanto el municipio como la zona de Castilla La Vieja se mantuvo, desde el inicio del conflicto, leal al bando sublevado. Desde la década de los años cincuenta, y en especial durante los años sesenta, se produjeron migraciones encuadradas en el éxodo rural, lo que provocó que la localidad perdiera casi la mitad de su población en una década. Fue esta una preocupación que mostró el alcalde del municipio, Laureano Paniagua Ramos, en una entrevista realizada en el verano de 1966 al diario del régimen "Libertad", donde solicitaba también la construcción de una escuela de párvulos, así como fondos para pavimentar y "realizar el alcantarillado de la calle de Santa María a San Pedro".

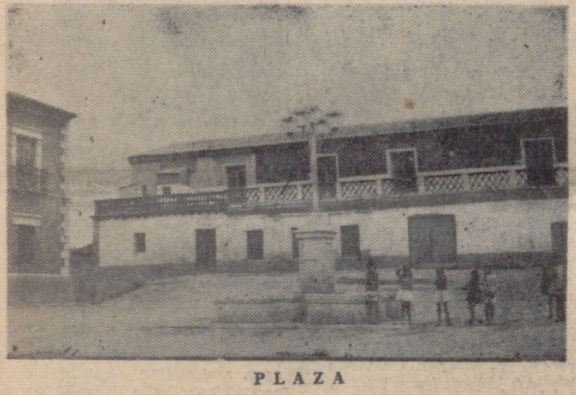
Panorámica de la plaza de José Antonio (hoy Plaza Mayor) en 1966.

## Demografía
Cuenta con una población de 202 habitantes (INE 2024).
| Gráfica de evolución demográfica de La Unión de Campos entre 1842 y 2021 |
| |
| Población de derecho según los censos de población del INE Población de hecho según los censos de población del INEEn estos censos se denominaba Villar de Roncesvalles: 1842, 1857 y 1860 En estos censos se denominaba La Unión: 1877, 1887, 1897, 1900 y 1910 |

## Administración y política

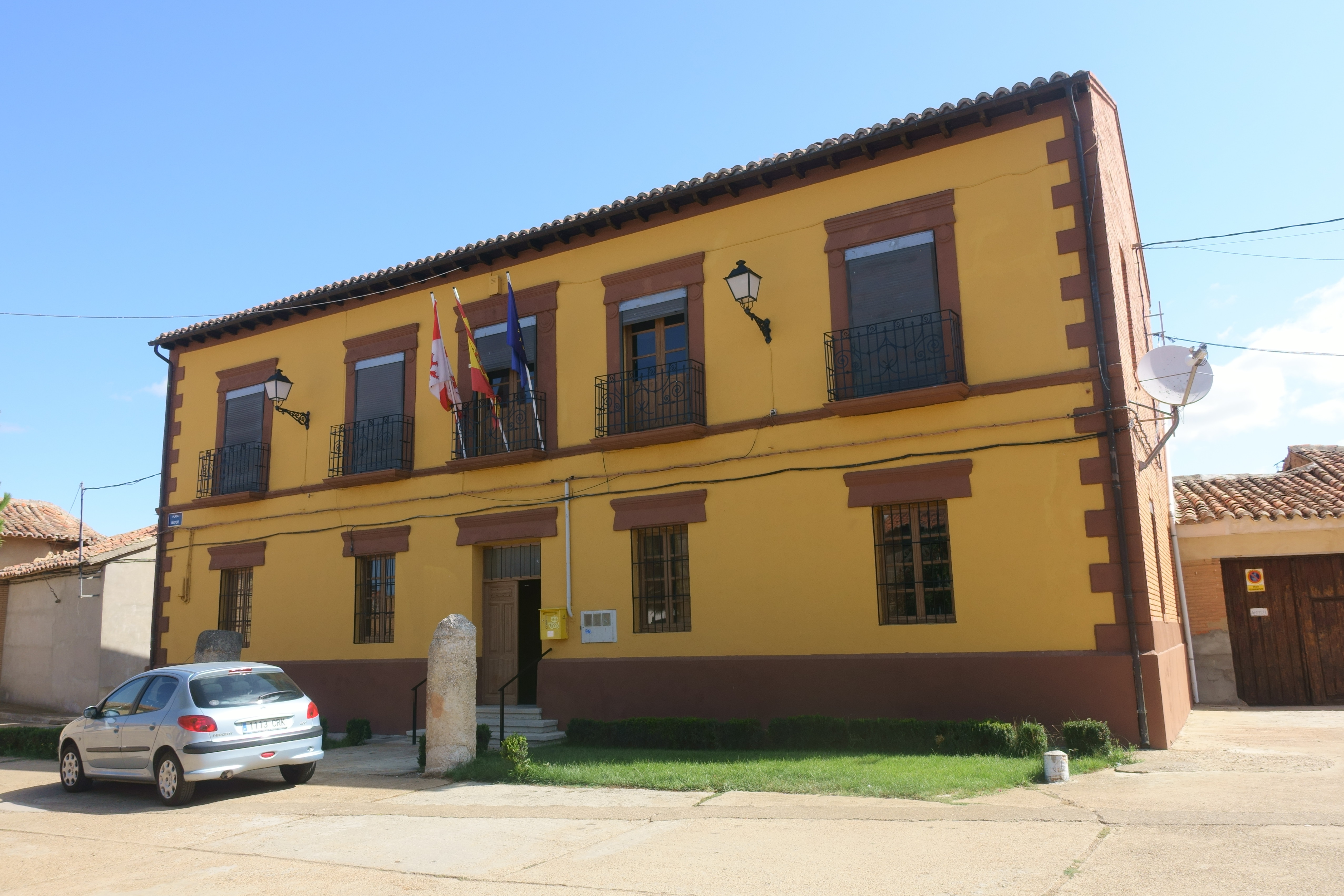
Casa consistorial

El Ayuntamiento de La Unión de Campos es el organismo democrático encargado del gobierno y administración política del municipio, y está presidido por el alcalde, actualmente el popular Jesús Ángel Farto Rubio. 
El Pleno del Ayuntamiento de La Unión de Campos es el órgano de máxima representación política de la ciudadanía. Se configura como órgano de debate que planifica las líneas de actuación municipal a seguir para resolver cuestiones y fiscaliza la función ejecutiva, según las atribuciones fijadas en el artículo 22 de la Ley 7/1985, de 2 de abril, y las demás que expresamente le confieren las Leyes. El Ayuntamiento actual se ubica en la Plaza Mayor, antigua plaza de José Antonio. 
Las elecciones municipales son convocadas y celebradas de forma simultánea en los 8131 municipios de España el cuarto domingo de mayo de cada cuatro años  por sufragio universal, coincidiendo con las elecciones autonómicas. Así ha ocurrido con todas las elecciones municipales de la localidad, excepto las elecciones municipales de 1979 y las autonómicas de 2022 y municipales de 2023. Cuando coinciden con las elecciones europeas, el gobierno nacional modifica la fecha de celebración de las elecciones autonómicas y municipales para celebrarlas el mismo día que las europeas. La última vez que ocurrió así fue en 2019.  
Las últimas elecciones municipales se celebraron el domingo 28 de mayo de 2023, de acuerdo con el Real Decreto de convocatoria de elecciones locales en España dispuesto el 3 de abril de 2023 y publicado en el Boletín Oficial del Estado el 4 de abril. Se eligieron entonces a los cinco concejales del pleno del Ayuntamiento en una única circunscripción que abarca todo el territorio del municipio. 
El censo electoral está compuesto por todos los residentes empadronados, mayores de 18 años y con nacionalidad de cualquiera de los países miembros de la Unión Europea, y los extranjeros residentes en España que sean ciudadanos de los países que cuentan con acuerdos de reciprocidad.
Según lo dispuesto en la Ley del Régimen Electoral General en su artículo 179, que establece el número de concejales elegibles en función de la población del municipio, la corporación municipal está formada por cinco ediles. La asignación de escaños en España, y en la localidad hasta 2019, se realizó mediante el sistema proporcional del método D'Hondt, con listas cerradas y un umbral electoral del 5% (votos a candidatura más votos en blanco), de forma que este reparto no corresponde de manera totalmente proporcional a los votos emitidos. En las elecciones municipales de 2019 y de 2023, al situarse el número de población entre los 100 y los 250 habitantes, se votó mediante escrutinio mayoritario plurinominal parcial, el mismo sistema electoral empleado para elegir a los senadores. Es este un sistema de listas abiertas en que cada elector puede emitir hasta un voto menos que el número de concejales que se eligen, en este caso hasta cuatro candidatos. En el caso de La Unión de Campos las agrupaciones de electores necesitan al menos la firma del 1% de los inscritos en el censo electoral del municipio, al ser la localidad un municipio de menos de 5000 habitantes .   
Respecto a la elección del alcalde, veinte días después de las elecciones locales respectivas se constituyen las corporaciones. En la sesión constitutiva los concejales eligen al alcalde, pudiendo ser candidatos solamente los concejales que encabezan las respectivas listas. Si un candidato obtiene la mayoría absoluta de los votos, es proclamado alcalde. Si no es así es proclamado alcalde el concejal que encabeza la lista que haya obtenido mayor número de votos en las elecciones municipales.El alcalde ejerce la máxima representación del municipio, impulsa la política municipal, dirige la acción del resto de órganos ejecutivos del ayuntamiento y ejerce la superior dirección de la administración municipal. De su gestión política responde ante el pleno del Ayuntamiento, el cual preside.   

### Elecciones municipales desde 1979

#### Resumen
| Año  | Censo | Abstención   | PSOE | UCD/AP/PP | AIU/ Indep. |
| ---- | ----- | ------------ | ---- | --------- | ----------- |
| 1979 | 438   | 264 (60.27%) | 0/7  | 7/7       | 0/7         |
| 1983 | 402   | 90 (22.39%)  | 0/7  | 4/7       | 3/7         |
| 1987 | 390   | 126 (32.31%) | 0/7  | 7/7       | 0/7         |
| 1991 | 370   | 88 (23.78%)  | 3/7  | 4/7       | 0/7         |
| 1995 | 321   | 52 (16.20%)  | 0/7  | 4/7       | 3/7         |
| 1999 | 309   | 30 (9.71%)   | 4/7  | 3/7       | 0/7         |
| 2003 | 290   | 34 (11.72%)  | 4/7  | 3/7       | 0/7         |
| 2007 | 211   | 56 (26.54%)  | 4/7  | 3/7       | 0/7         |
| 2011 | 231   | 39 (16.88%)  | 5/7  | 2/7       | 0/7         |
| 2015 | 242   | 99 (40,91%)  | 5/7  | 2/7       | 0/7         |
| 2019 | 204   | 51 (25%)     | 1/5  | 4/5       | 0/5         |
| 2023 | 186   | 42 (22,58%)  | 1/5  | 4/5       | 0/5         |

#### Resultados detallados
| Partido político                            | 2023  | 2023  | 2023   | 2019  | 2019  | 2019   | 2015  | 2015  | 2015   | 2011  | 2011  | 2011   | 2007  | 2007  | 2007   | 2003  | 2003  | 2003   | 1999  | 1999 | 1999   | 1995  | 1995  | 1995   | 1991  | 1991  | 1991   | 1987  | 1987  | 1987   | 1983  | 1983  | 1983   | 1979  | 1979 | 1979   |
| Partido político                            | Votos | %     | Ediles | Votos | %     | Ediles | Votos | %     | Ediles | Votos | %     | Ediles | Votos | %     | Ediles | Votos | %     | Ediles | Votos | %    | Ediles | Votos | %     | Ediles | Votos | %     | Ediles | Votos | %     | Ediles | Votos | %     | Ediles | Votos | %    | Ediles |
| PP                                          | 86    | 61,40 | 4      | 78    | 54,16 | 4      | 36    | 25,53 | 2      | 68    | 35,98 | 2      | 84    | 40,38 | 3      | 110   | 42,97 | 3      | 139   | 50   | 3      | 131   | 50,38 | 4      | 144   | 51,61 | 4      | 233   | 89,96 | 7      | 165   | 52,88 | 4      | —     | —    | —      |
| PSOE                                        | 47    | 33,60 | 1      | 64    | 44,44 | 1      | 99    | 70,21 | 5      | 117   | 61,9  | 5      | 122   | 58,65 | 4      | 146   | 57,03 | 4      | 139   | 50   | 3      | —     | —     | —      | 128   | 45,88 | 3      | —     | —     | —      | —     | —     | —      | —     | —    | —      |
| AIU                                         | —     | —     | —      | —     | —     | —      | —     | —     | —      | —     | —     | —      | —     | —     | —      | —     | —     | —      | —     | —    | —      | 126   | 48,46 | 3      | —     | —     | —      | —     | —     | —      | —     | —     | —      | —     | —    | —      |
| CEI                                         | —     | —     | —      | —     | —     | —      | —     | —     | —      | —     | —     | —      | —     | —     | —      | —     | —     | —      | —     | —    | —      | —     | —     | —      | —     | —     | —      | —     | —     | —      | 147   | 47,12 | 3      | —     | —    | —      |
| UCD                                         | —     | —     | —      | —     | —     | —      | —     | —     | —      | —     | —     | —      | —     | —     | —      | —     | —     | —      | —     | —    | —      | —     | —     | —      | —     | —     | —      | —     | —     | —      | —     | —     | —      | 164   | 100  |        |
| Datos obtenidos del Ministerio del Interior |       |       |        |       |       |        |       |       |        |       |       |        |       |       |        |       |       |        |       |      |        |       |       |        |       |       |        |       |       |        |       |       |        |       |      |        |

### Elecciones municipales de 2023 en La Unión de Campos

#### Resultados
|  | 61,4 % |

|  | 33,6 % |

|  | 97,22 % |

|  | 2,77 % |

|  | 0 % |

|  | 77,41 % |

|  | 22,58 % |

#### Concejales electos y resultados detallados
| N.º                                           | Nombre                        | Lista     | Lista   | Votos       | Pérdidas y ganancias de votos | Notas |
| Electos                                       | Electos                       | Electos   | Electos | Electos     | Pérdidas y ganancias de votos | Notas |
| --------------------------------------------- | ----------------------------- | --------- | ------- | ----------- | ----------------------------- | ----- |
| 1                                             | Ángel María Rubio Sandoval    |           | PP      | 95          | -                             |       |
| 2                                             | Jesús Ángel Farto Rubio       | 87        | PP      | +14 votos   | Reelecto                      |       |
| 3                                             | Jesús Santos Paniagua Velasco | 81        | PP      | +4 votos    | Reelecto                      |       |
| 4                                             | Delfín Paniagua Serrano       | 81        | PP      | -           |                               |       |
| 5                                             | María Carmen Cuñado Cuñado    |           | PSOE    | 53          | –10 votos                     |       |
| No electos                                    |                               |           |         |             |                               |       |
|                                               | Elena Roldán Laiz             |           | PSOE    | 51          | +29 votos                     |       |
| José María González Rubio                     | 43                            | –26 votos | PSOE    | No reelecto |                               |       |
| Ángel Fernández Díez                          | 41                            | -         | PSOE    |             |                               |       |
| Datos obtenidos de la Junta Electoral Central |                               |           |         |             |                               |       |

### Elecciones municipales de 2019 en La Unión de Campos

#### Resultados
|  | 52,7 % |

|  | 43,2 % |

|  | 96,64 % |

|  | 3,36 % |

|  | 1,39 % |

|  | 75,00 % |

|  | 25,00 % |

#### Concejales electos y resultados detallados
| N.º                                                                                               | Nombre                        | Lista       | Lista   | Votos   | Notas       |
| Electos                                                                                           | Electos                       | Electos     | Electos | Electos | Notas       |
| ------------------------------------------------------------------------------------------------- | ----------------------------- | ----------- | ------- | ------- | ----------- |
| 1                                                                                                 | Domicio Jesús Ramos Villacé   |             | PP      | 84      |             |
| 2                                                                                                 | José Miguel Marcos Cantarino  | 80          | PP      |         |             |
| 3                                                                                                 | Jesús Santos Paniagua Velasco | 77          | PP      |         |             |
| 4                                                                                                 | Jesús Ángel Farto Rubio       | 73          | PP      |         |             |
| 5                                                                                                 | José María González Rubio     |             | PSOE    | 69      | Reelecto    |
| No electos                                                                                        |                               |             |         |         |             |
|                                                                                                   | María Carmen Cuñado Cuñado    |             | PSOE    | 63      | No reelecto |
| Regino de Castro Rodríguez                                                                        | 53                            | No reelecto | PSOE    |         |             |
| María Lourdes Blanco de Santiago                                                                  | 49                            | No reelecto | PSOE    |         |             |
| Elena Roldán Laiz                                                                                 | 22                            | No reelecto | PSOE    |         |             |
| Datos obtenidos de la Junta Electoral Central y del Boletín Oficial de la provincia de Valladolid |                               |             |         |         |             |

### Alcaldes

#### Listado de alcaldes desde laTransición Democrática
| Legislatura      | Año        | Nombre                          | Partido | Partido                     |
| ---------------- | ---------- | ------------------------------- | ------- | --------------------------- |
| I legislatura    | 19-04-1979 | Luciano Rubio de Lamo           |         | Unión de Centro Democrático |
| II legislatura   | 23-05-1983 | Luciano Rubio de Lamo           |         | Coalición Popular           |
| III legislatura  | 30-06-1987 | Luciano Rubio de Lamo           |         | Alianza Popular             |
| IV legislatura   | 15-06-1991 | Luciano Rubio de Lamo           |         | Partido Popular             |
| IV legislatura   | 29-04-1993 | María Isabel Cuadrillero Cuñado |         | Partido Popular             |
| V legislatura    | 17-06-1995 | Jesús Marcos Fernández          |         | Partido Popular             |
| VI legislatura   | 03-07-1999 | José María González Rubio       |         | Partido Socialista          |
| VII legislatura  | 14-06-2003 | José María González Rubio       |         | Partido Socialista          |
| VIII legislatura | 16-06-2007 | José María González Rubio       |         | Partido Socialista          |
| IX legislatura   | 11-06-2011 | José María González Rubio       |         | Partido Socialista          |
| X legislatura    | 13-06-2015 | José María González Rubio       |         | Partido Socialista          |
| XI legislatura   | 15-06-2019 | Domicio Jesús Ramos Villacé     |         | Partido Popular             |
| XI legislatura   | 29-06-2021 | José Miguel Marcos Cantarino    |         | Partido Popular             |
| XI legislatura   | 09-05-2022 | Jesús Ángel Farto Rubio         |         | Partido Popular             |
| XII legislatura  | 17-06-2023 | Jesús Ángel Farto Rubio         |         | Partido Popular             |

#### Alcaldes de La Unión de Campos por duración de mandato
| N.º | Alcalde                         | Alcalde                         | N.º de mandatos | Duración           | Duración | Partido   | Notas                                                              |
| N.º | Alcalde                         | Alcalde                         | N.º de mandatos | Años y días        | Días     | Partido   | Notas                                                              |
| --- | ------------------------------- | ------------------------------- | --------------- | ------------------ | -------- | --------- | ------------------------------------------------------------------ |
| 1 | José María González Rubio       | José María González Rubio       | 5               | 19 años y 347 días | 7287     | PSOE      | El alcalde con más tiempo en el cargo                              |
| 2 | Luciano Rubio de Lamo           | Luciano Rubio de Lamo           | 4               | 14 años y 10 días  | 5124     | UCD/AP/PP | El primer alcalde de la democracia                                 |
| 3 | Jesús Marcos Fernández          | Jesús Marcos Fernández          | 1               | 4 años y 15 días   | 1477     | PP        |                                                                    |
| 4 | Jesús Ángel Farto Rubio         | Jesús Ángel Farto Rubio         | 2               | 3 años y 3 días    | 1099     | PP        | En el cargo                                                        |
| 5 | María Isabel Cuadrillero Cuñado | María Isabel Cuadrillero Cuñado | 1               | 2 años y 50 días   | 779      | PP        | La primera mujer alcaldesa del municipio                           |
| 6 | Domicio Jesús Ramos Villacé     | Domicio Jesús Ramos Villacé     | 1               | 2 años y 14 días   | 745      | PP        |                                                                    |
| 7 | José Miguel Marcos Cantarino    | José Miguel Marcos Cantarino    | 1               | 10 meses y 9 días  | 314      | PP        | El alcalde con menos tiempo en el cargo de la historia democrática |
| Información obtenida del Sistema de Información Local (SIL), de los listados de alcaldes elegidos desde 1979 en cada municipio español por Comunidades Autónomas, disponible en la web del Ministerio de Política Territorial y Memoria Democrática. |                                 |                                 |                 |                    |          |           |                                                                    |

### Resultados en porcentaje de votos en el resto de elecciones celebradas
| Partido político |                    |                  |                    |                    | Europeas 6-2024    | Generales7-2023  | Autonómicas 2-2022 | Generales11-2019   | Autonómicas 5-2019 | Europeas 5-2019    |
| Partido político |                    |                  |                    |                    | %                  | %                | %                  | %                  | %                  | %                  |
| PP |                    |                  |                    |                    | 54,5               | 50               | 46,1               | 49,1               | 46,3               | 50                 |
| PSOE | -                  | -                | -                  | -                  | 21,6               | 27,3             | 21,4               | 23,6               | 33,3               | 30,6               |
| VOX | -                  | -                | -                  | -                  | 12,5               | 18,8             | 27                 | 20,9               | 7,5                | 6,3                |
| Sumar | -                  | -                | -                  | -                  | 3,4                | 3,1              | -                  | -                  | -                  | -                  |
| Podemos | -                  | -                | -                  | -                  | 1,1                | -                | 1,1                | -                  | -                  | -                  |
| SALF | -                  | -                | -                  | -                  | 4,5                | -                | -                  | -                  | -                  | -                  |
| Izq. Esp. | -                  | -                | -                  | -                  | 1,1                | -                | -                  | -                  | -                  | -                  |
| Esp. Vac. | -                  | -                | -                  | -                  | -                  | -                | 1,1                | -                  | -                  | -                  |
| Ciudadanos | -                  | -                | -                  | -                  | -                  | -                | 2,3                | 5,5                | 9,5                | 9                  |
| PFemC | -                  | -                | -                  | -                  | 1,1                | -                | -                  | -                  | -                  | -                  |
| Partido político | Generales4-2019    | Generales6-2016  | Generales12-2015   | Autonómicas 5-2015 | Europeas 5-2014    | Generales11-2011 | Autonómicas 5-2011 | Europeas 6-2009    | Generales3-2008    | Autonómicas 5-2007 |
| Partido político | %                  | %                | %                  | %                  | %                  | %                | %                  | %                  | %                  | %                  |
| PP | 34,1               | 59               | 57,8               | 46                 | 55                 | 65               | 55,6               | 59,7               | 60,2               | 58,6               |
| PSOE | 26,8               | 23               | 20,7               | 31,7               | 29,7               | 29,3             | 35,4               | 34,5               | 36,6               | 38,1               |
| VOX | 20,3               | -                | -                  | -                  | 3,6                | -                | -                  | -                  | -                  | -                  |
| IU | -                  | -                | 1,5                | -                  | 2,7                | 2,6              | 1,6                | -                  | 1,1                | -                  |
| Podemos | 2,2                | 10,1             | 7,4                | 7,2                | 2,7                | -                | -                  | -                  | -                  | -                  |
| Ciudadanos | 15,9               | 7,2              | 8,2                | -                  | -                  | -                | -                  | -                  | -                  | -                  |
| UPyD | -                  | -                | -                  | 2,2                | 2,7                | 2,6              | 2,1                | 1,4                | 1,1                | -                  |
| CCD | -                  | -                | -                  | 2,9                | -                  | -                | -                  | -                  | -                  | -                  |
| CILUS | -                  | -                | -                  | 7,2                | -                  | -                | -                  | -                  | -                  | -                  |
| FE/FEA/FA | -                  | -                | -                  | -                  | -                  | -                | -                  | 1,4                | -                  | -                  |
| CI/PCAL | -                  | -                | -                  | -                  | -                  | -                | 2,1                | -                  | -                  | -                  |
| Partido político | Europeas 6-2004    | Generales3-2004  | Autonómicas 5-2003 | Generales 3-2000   | Autonómicas 6-1999 | Europeas 6-1999  | Generales3-1996    | Autonómicas 5-1995 | Europeas 6-1994    | Generales6-1993    |
| Partido político | %                  | %                | %                  | %                  | %                  | %                | %                  | %                  | %                  | %                  |
| PP | 62,2               | 62               | 52                 | 61,6               | 62,8               | 62,6             | 57,8               | 60,2               | 62,7               | 55,7               |
| PSOE | 35,5               | 36,5             | 44,8               | 34,6               | 32                 | 26               | 38,2               | 33,1               | 30,9               | 38,9               |
| IU | -                  | -                | -                  | 1,3                | 1,9                | 6,1              | 3,2                | 3,9                | 4,5                | 1,5                |
| PCN | 1,2                | -                | -                  | -                  | -                  | -                | -                  | -                  | -                  | -                  |
| CI-PCyL | -                  | -                | 2                  | 1,3                | -                  | -                | -                  | -                  | -                  | -                  |
| CDS | -                  | -                | -                  | -                  | 1,1                | 1,2              | -                  | -                  | -                  | 3,1                |
| Partido político | Autonómicas 5-1991 | Generales10-1989 | Europeas 6-1989    | Autonómicas 6-1987 | Europeas 6-1987    | Generales 6-1986 | Autonómicas 5-1983 | Generales10-1982   | Generales 3-1979   | Generales6-1977    |
| Partido político | %                  | %                | %                  | %                  | %                  | %                | %                  | %                  | %                  | %                  |
| AP/CD/CP/PP | 54,8               | 39,1             | 32,5               | 69,6               | 66,2               | 50,3             | 64,6               | 33,8               | 3,1                | 11,9               |
| PSOE | 38,7               | 42,9             | 41,4               | 19                 | 18,6               | 34               | 26                 | 33,2               | 20,2               | 19,5               |
| IU/PCE | -                  | 1,1              |                    | -                  |                    | 1                | -                  | 1,2                | 1,7                | 1,2                |
| AS-ARM | -                  | -                | 1                  | -                  | 1,1                | -                | -                  | -                  | -                  | -                  |
| PA | -                  | -                | 1                  | -                  | -                  | -                | -                  | -                  | -                  | -                  |
| LV | 1,4                | -                | 1                  | -                  | -                  | -                | -                  | -                  | -                  | -                  |
| CSD | -                  | -                | 1,5                | -                  | -                  | -                | -                  | -                  | -                  | -                  |
| PDP | -                  | -                | -                  | -                  | 1,9                | -                | -                  | -                  | -                  | -                  |
| CDS | 1,1                | 12,4             | 10,8               | 4,6                | 4,9                | 9,5              | 6,6                | 3                  | -                  | -                  |
| UN/FN | -                  | -                | 2,5                | -                  | 1,9                | -                | -                  | 5,1                | 10,6               | -                  |
| FE/FEA/FA | 1,1                | 2,6              | 4,9                | 2,7                | 2,3                | 3,1              | -                  | -                  | 1                  | 6,4                |
| UCD | -                  | -                | -                  | -                  | -                  | -                | -                  | 23,3               | 56,2               | 48,2               |
| FUT/MC-OIC | -                  | -                | -                  | -                  | -                  | -                | -                  | -                  | 2,1                | 2,1                |
| PANCAL | -                  | -                | -                  | -                  | -                  | -                | -                  | -                  | 1,4                | -                  |
| PSOE-H | -                  | -                | -                  | -                  | -                  | -                | -                  | -                  | 1                  | -                  |
| FDC-EDC | -                  | -                | -                  | -                  | -                  | -                | -                  | -                  | -                  | 3,7                |
| ADC | -                  | -                | -                  | -                  | -                  | -                | -                  | -                  | -                  | 1,8                |
| PSP-US | -                  | -                | -                  | -                  | -                  | -                | -                  | -                  | -                  | 1,8                |
| CUIR | -                  | -                | -                  | -                  | -                  | -                | -                  | -                  | -                  | 1,5                |
| Solo se toman en cuenta los resultados de aquellas formaciones que obtengan más del 1% en la localidad. Datos de las elecciones generales obtenidos de la Corporación de Radio y Televisión Española. Datos de las elecciones europeas obtenidos del Ministerio del Interior. Datos de las elecciones autonómicas obtenidos de la Junta de Castilla y León. |                    |                  |                    |                    |                    |                  |                    |                    |                    |                    |

## Arquitectura
El municipio contó con cuatro iglesias en su etapa de mayor esplendor, de la que solo queda en pie y abierta al culto una, la de la Asunción de Nuestra Señora. Las restantes estaban consagradas a la Magdalena -desaparecida-, San Pedro -hoy ermita del Cristo- y a los Santos Justo y Pastor o Santos Niños. 

### Iglesia de los Santos Justo y Pastor o Santos Niños
Hoy se conserva en pie, pero en ruinoso estado, la mayor parte del edificio que tiene uso particular y funge como almacén. Perteneció al municipio de Villar de Roncesvalles y se desconoce qué ocurrió con la imaginería de su interior. Construida en adobe, ladrillo y piedra durante el siglo XVIII, es de estilo barroco. Al lado de la nave del evangelio existe una capilla de planta cuadrangular de piedra con tejado a cuatro aguas y linterna octogonal. En los pies se hallan unos restos de una torre de piedra.